# デネル・アスンソン・ブラス
デネル（Dener）ことデネル・アスンソン・ブラス（ポルトガル語: Dener Assunção Braz、1991年6月28日 - 2016年11月28日）は、ブラジルのサッカー選手。ポジションはDF。
ラミア航空2933便墜落事故により25歳で亡くなった。

## クラブ歴
グレミオFBPAの下部組織出身。トップチームでは2011年1月20日のカンピオナート・ガウショでペサーリと交代で出場し初出場。その後は出場機会も乏しくヴェラノポリスECRC、ECヴィトーリア、SERカシアス・ド・スルに期限付き移籍し、2014年1月13日にイトゥアーノFCに完全移籍した。ここでレギュラーの座を掴み、カンピオナート・パウリスタ制覇に貢献した。
2014年4月17日にコリチーバFCに移籍。5月11日にカルリーニョスに代わって出場しカンピオナート・ブラジレイロ・セリエAデビュー。その後ゴイアスECからプロ初得点を記録した。
2014年12月23日にアソシアソン・シャペコエンセ・ジ・フチボウに期限付き移籍。不動のスターティングメンバーとして活躍したため、2016年1月13日に完全移籍で3年契約を締結。しかし11月28日にラミア航空2933便墜落事故により25歳でその生涯に幕を閉じた。

## タイトル
イトゥアーノ
- カンピオナート・パウリスタ: 2014

シャペコエンセ
- カンピオナート・カタリネンセ: 2016
- コパ・スダメリカーナ: 2016（死後）[10]